# 相州江の嶌
「相州江の嶌」（そうしゅうえのしま）は、葛飾北斎の名所浮世絵揃物『冨嶽三十六景』全46図中の1図。落款は「前北斎為一筆」とある。

## 概要
本作品は湘南海岸の東端、相模湾の沖合に浮かぶ江の島とそこから見える富士山の景観を描いており、干潮を待って砂州を渡って江の島と片瀬海岸を行き来する人々が表現されている。島を俯瞰するように江の島の密集した家並や検校の杉山和一によって建立された三重塔が描き込まれており、定番の画題でありながらも北斎の独自性が発揮されている作品である。島の入り口には本来燈籠ではなく文政4年（1821年）に再建された大鳥居が存在するはずだが、意図的に描かなかったのか、失念したのかについては判っていない。
| 左『冨嶽三十六景』「相州七里浜」中『柳の絲』「江島春望」右題名不詳（江の島風景）   |  | 左『冨嶽三十六景』「相州七里浜」中『柳の絲』「江島春望」右題名不詳（江の島風景） |  | 左『冨嶽三十六景』「相州七里浜」中『柳の絲』「江島春望」右題名不詳（江の島風景） |
| 左『冨嶽三十六景』「相州七里浜」 中『柳の絲』「江島春望」 右題名不詳（江の島風景） |  |                                                                                  |  |                                                                                  |

北斎の作品として江の島を画題とした作品は『冨嶽三十六景』「相州七里浜」をはじめ狂歌本『柳の絲』「江島春望」や版画『江之島』、題名不詳の江の島風景が描かれた版画、『新板往来双六』の一図など複数存在しているが、本作品以外の江の島は七里ヶ浜からの遠望の構図となっており、そういった意味では毛色の異なる作品と言える。一方で江の島自体は江戸時代の最も人気が高かった観光スポットのひとつであり、奇を衒う画題を選定することを好む北斎としては、オーソドックスなテーマを取り扱った作品となっている。